# Ungesühnt

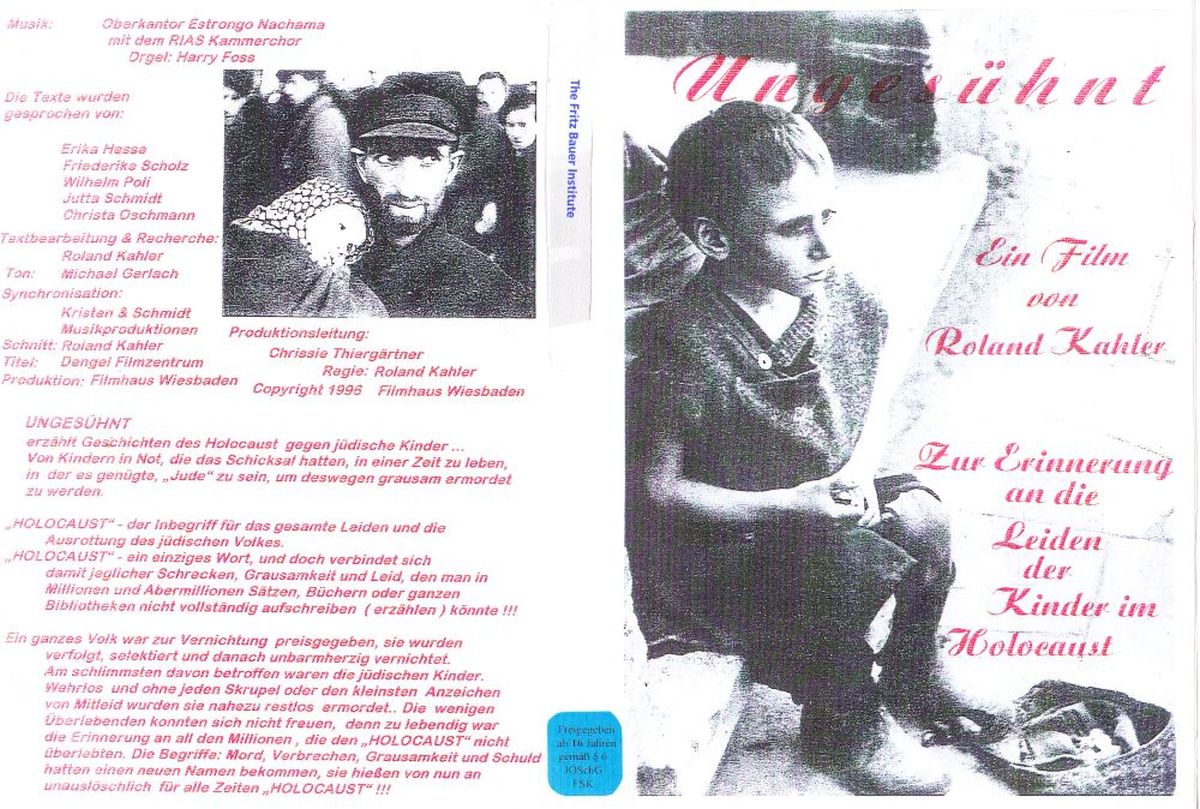
Titelbild von dem Dokumentarfilm Ungesühnt – Zur Erinnerung an die Leiden der Kinder im Holocaust

Ungesühnt ist ein Film von Roland Kahler über die Leiden der jüdischen Kinder im Holocaust. Premiere war am 14. November 1996 in der Deutschen Film- und Medienbewertung (FBW) im Biebricher Schloss.

## Inhalt
Ungesühnt zeigt das Schicksal von jüdischen Kindern im Holocaust und beschreibt in 41 Episoden aus Original-Zeugenaussagen (alle aus Kriegsverbrecher-Prozessen) die Ermordung und das Leiden von jüdischen Kindern in der Zeit von 1939–1945: angefangen mit 20 Kindern im Alter von 5–12 Jahren am Bullenhuser Damm in Hamburg, die in der Nacht zum 21. April 1945 an Haken erhängt wurden.
Weitere Episoden berichten unter anderem über den Februar 1943 in Auschwitz, wo zwischen 30 und 40 jüdische Kinder an einem einzigen Nachmittag mit Phenolspritzen ins Herz ermordet wurden.
Am Ende steht der Auschwitz-Appell von ehemaligen überlebenden Auschwitz-Kindern an die Weltöffentlichkeit mit der Aussage: „Nie wieder Krieg, nie wieder Auschwitz!“

### Material
Der Film besteht ausschließlich aus historischem Bildmaterial, das von Chronos Film angekauft wurde. Der Film wurde auf 35-mm-Kinoformat erstellt.
Verwendet wurden protokollierte Aussagen aus Kriegsverbrecherprozessen, ausgewählt unter der Beratung von Ronny Loewy:
- Auschwitz-Prozess 1964
- Treblinka-Prozess 1965
- Sachsenhausen-Prozess 1958
- Nürnberger Prozess gegen die Hauptkriegsverbrecher und die Nachfolge-Prozesse in Nürnberg
- Eichmann-Prozess 1961
- Akten der Staatsanwaltschaft Frankfurt am Main

## Hintergründe
- Die Tonarbeiten dauerten mehrere Wochen und gestalteten sich als sehr mühsam. Der Grund dafür war, dass die Gefühle der einzelnen Sprecher  vom Inhalt der Texte dermaßen erschüttert waren, dass sie, was öfters vorkam, mittendrin im Text stoppten und aufhören mussten und unter Tränen das Tonstudio verließen.
- Kahlers Beweggrund, einen solchen Film zu machen, sind Erfahrungen und Erlebnisse seiner eigenen verfolgten Familie. Der Großvater wurde 1936 von der Gestapo verhaftet und ins Konzentrationslager eingewiesen. Die Großmutter wurde von den Nazis im Oktober 1938 zwangssterilisiert. Kahlers Vater, seine Onkel und Tante wurden als Kinder abgeholt und in Zwangserziehungslager geschickt.
- Ungesühnt ist in die The Hebrew University Steven Spielberg Film Archives in Jerusalem aufgenommen unter System Number 000278840[1] (Call no. VT 00479).
- Estrongo Nachama, der ehemalige Oberkantor der Jüdischen Gemeinde zu Berlin, stellte für Ungesühnt die Musik und Gedichte zur Verfügung.
- Weitere Aufführungen waren unter anderem am 19. März 1997 in der Synagoge Kitzingen, am 5. April 1998 in der KZ-Gedenkstätte Neuengamme und am 31. Mai 2011 im Filmtheater der Friedrich-Wilhelm-Murnau-Stiftung in Wiesbaden.

## Rezeption
„Diese Texte wurden von Erika Hesse, Friederike Scholz, Wilhelm Poli, Jutta Schmidt und Christine Oschmann sehr eindringlich vorgelesen.“

„Kinder im Holocaust: Ungeschminkte Wahrheit. Kahlers Konzept mit der deutschen Vergangenheit umzugehen, bedarf sicherlich der Diskussion.“

„Ungeschminkte Wahrheiten zu Verbrechen an Kindern im Holocaust.“

„Das Echo auf „Ungesühnt“ wird vermutlich geteilt sein. Und doch ist jeder noch so lautstarke Streit hundertmal besser als lähmendes Vergessen.“

„Film „Ungesühnt“ in der Alten Synagoge löst tiefe Betroffenheit unter den Besuchern aus... Daß der Film unter die Haut ging, bewies die Ruhe nach der Vorführung: es herrschte betroffenes Schweigen in der Runde.“

„… wird der Film zu einem erschütternden zeitgeschichtlichen Dokument. Originalfilme von Kz-Wächtern, die ihre Taten selbst filmten, lassen den Zuschauer auch nach dem Film nicht los und sorgen für Diskussionsbedarf…“